# Нам Кон Сон
Нам Кон Сон – трубопровідна система, яка забезпечує транспортування видобутого природного газу з родовищ у в’єтнамському секторі Південно-Китайського моря. Споруджений в межах розробки басейну Нам Кон Сон, розташованого біля узбережжя Південного В’єтнаму на південний схід від Хошиміну. 
Перша нитка системи введена в експлуатацію у 2002 році для транспортування продукції родовища Lan Tay. Вона має даметр 650 мм та довжину 370 км до берегового газопереробного заводу Dinh Co, звідки підготована продукція постачається через 29-кілометровий трубопровід до розподільчого центру індустріальної зони  Phu My, де основними споживачами є теплоелектростанція та завод з виробництва мінеральних добрив. В 2008 році спорудили також газопровід Phu My – Nhon Trach – Hiep Phuoc, який постачає блакитне паливо до ТЕС Nhon Trach, а також до міста Хошимін.
Окрім газу Lan Tay, через турбопровід Нам Кон Сон постачається продукція й інших родовищ басейну (Lan Do, Rong Doi).
Реалізацією проекту газопроводу займався консорціум у складі місцевої PV Gas (51%), російської ТНК-BP (32,7%) та американської ConocoPhillips (16,3%). Станом на середину 2010-х російська частка перейшла до компанії «Роснафта», а ConocoPhillips продала свої права компанії Perenco.
Можливо також відзначити, що для розробки інших газових родовищ басейну Нам Кон Сон в середині 2010-х років почали спорудження газопроводу Нам Кон Сон 2.